# Brabham
Motor Racing Developments Ltd. også kendt som Brabham, var et britisk firma, der byggede racerbiler. Brabham havde desuden et Formel 1-hold, der også blev kaldt Brabham. Virksomheden blev grundlagt i 1960 af racerkøreren Jack Brabham og racerbildesigneren Ron Tauranac. Brabham-holdet vandt fire verdensmesterskaber for kørere og to for konstruktører i løbet af sine 30 år i Formel 1.
Brabham var verdens største producent af formelbiler i 1960'erne og havde bygget mere end 500 biler i 1970. I denne periode vandt Brabham-biler, mesterskaber i Formel 2 og Formel 3 og konkurrerede i Indianapolis 500. I 1970'erne og 1980'erne introducerede Brabham innovationer såsom carbonbremser og hydropneumatisk affjedring. Holdet vandt yderligere to Formel 1-kørermesterskaber i 1980'erne med brasilianske Nelson Piquet, og blev det første til at vinde et kørermesterskab med en turboladet bil.
I det meste af 1970'erne og 1980'erne var Brabham ejet af den britiske forretningsmand Bernie Ecclestone. Ecclestone solgte holdet i 1988 og Brabhams sidste ejer var det japanske ingeniørfirma, Middlebridge Group. Midtvejs i 1992-sæsonen gik Brabham konkurs, da Middlebridge ikke var i stand til at betale tilbage på et lån fra Landhurst Leasing.